# Рубаков Валерій Анатолійович
Валерій Анатолійович Рубаков (16 лютого 1955, Москва — 19 жовтня 2022, Саров, Нижньогородська область) — російський фізик-теоретик, один з провідних світових фахівців у галузі квантової теорії поля, фізики елементарних
частинок і космології, академік РАН, доктор фізико-математичних наук.

## Біографія
В 1972 вступив на фізичний факультет Московського державного університету ім. М. В. Ломоносова, закінчив його в 1978. Після завершення навчання в університеті вступив до аспірантури Інституту ядерних досліджень АН СРСР. В 1981 під керівництвом М. В. Краснікова і А. Н. Тавхелідзе захистив кандидатську дисертацію «Структура вакууму в калібрувальних моделях квантової теорії поля». Доктор фізико-математичних наук (1989).
Заступник директора Інституту ядерних досліджень РАН з наукової роботи (1987—1994). В 1997 обраний дійсним членом РАН (член-кореспондент АН СРСР з 1990).
Головний науковий співробітник Інституту ядерних досліджень РАН, завідувач кафедрою фізики частинок і космології фізичного факультету МГУ, перший заступник головного редактора журналу «Успіхи фізичних наук».

## Громадянська позиція
Член «Клубу 1 липня», створеного в знак протесту проти планів уряду щодо реформи Російської академії наук (РАН), що виявилися у проекті Федерального закону «Про Російської академії наук, реорганізації державних академій наук та внесення змін в окремі законодавчі акти Російської Федерації» 305828-6.
В березні 2014 року підписав листа проти розпалювання міжнаціональної ворожнечі на російському телебаченні та на підтримку України.
Підписав відкритого листа російських науковців та наукових журналістів проти Російського вторгнення в Україну 2022 року.